# Gröndal, Vallentuna kommun
Gröndal är en tidigare småort i Vallentuna kommun. SCB räknade Gröndal som en småort vid varje avgränsning åren 1990 till 2005. Sedan år 2010 ingår bebygglsen i Vallentuna tätort där den nu utgör tätortens nordöstra spets.

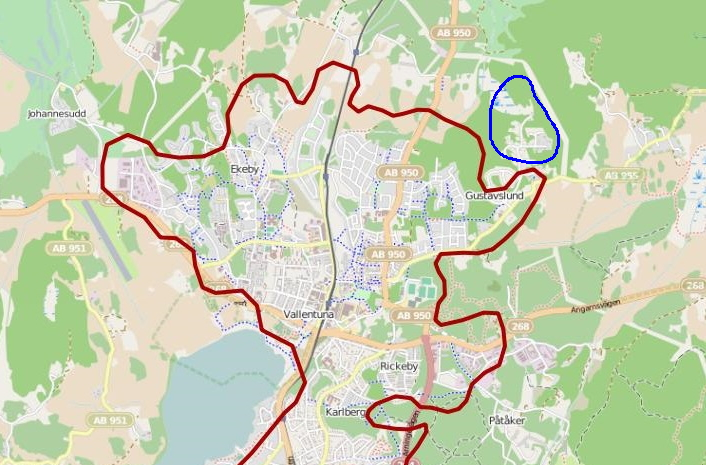
Småorten Gröndal i blått på en karta över Vallentuna tätort med gränserna år 1990. Sedan 2010 ingår Gröndal i Vallentuna tätort.